# الاحتياجات الخاصة

الشعار الدولي للإعاقة البدنية - الكرسي المتحرك.

في الولايات المتحدة، يرمز الاحتياجات الخاصة إلى مصطلح يستخدم في مجال التنمية السريرية التشخيصية والوظيفية لوصف الأشخاص الذين يحتاجون إلى مساعدة نتيجة إصابتهم بحالات إعاقة؛ وقد تكون تلك الإعاقة إما طبية أو عقلية أو نفسية. فعلى سبيل المثال، يوفر كلٌ من الدليل التشخيصي والإحصائي للاضطرابات النفسية والتصنيف الدولي للأمراض[ ؟ ] الطبعة التاسعة الإرشادات الخاصة بالتشخيص السريري. وتختلف الاحتياجات الخاصة من حيث درجة شدتها. فالأشخاص الذين يعانون من حالات التوحد أو متلازمة داون أو عسر القراءة أو العمى أو قصور الانتباه وفرط الحركة أو التليف الكيسي، على سبيل المثال، يمكن إدراجهم ضمن قائمة ذوي الاحتياجات الخاصة. مع ذلك، يمكن أن يضم مفهوم الاحتياجات الخاصة كذلك الشفة و/أو الحنك المشقوق، أو وحمات الولادة الخمرية أو الولادة بدون وجود أحد الأطراف.

أما في المملكة المتحدة، فغالبًا ما يشير مصطلح الاحتياجات الخاصة إلى الاحتياجات الخاصة الواردة في إطار السياق التعليمي. ويشار إليها كذلك باسم الاحتياجات التعليمية الخاصة. وفي الولايات المتحدة، تلقى 18.5 بالمائة من كافة الأطفال الذين تبلغ أعمارهم تحت سن 18 (ما يزيد عن 13.5 مليون طفل) احتياجات الرعاية الصحية الخاصة في عام 2005.
وحتى نكون أكثر تحديدًا، يعد هذا المصطلح مصطلحًا قانونيًا يتم تطبيقه في دار رعاية الأطفال بـ الولايات المتحدة، وهو مشتق من المصطلحات الواردة في قانون التبني والأسر الآمنة لعام 1997. حيث يشير إلى تشخيص يستخدم في تصنيف الأطفال من حيث حاجتهم لتلقي «مزيد» من الخدمات تفوق حاجة أولئك الأطفال الذين ليسوا من ذوي الاحتياجات الخاصة في نظام الرعاية البديلة. ويعد هذا الإجراء بمثابة تشخيص قائم على دراسة السلوك، والطفولة وتاريخ الأنساب، وعادةً ما يقوم به اختصاصي الرعاية الصحية.

## إحصائيات تبني الاحتياجات الخاصة بالولايات المتحدة
في الولايات المتحدة، ما يزيد عن 150000 من ذوي الاحتياجات الخاصة بانتظار الحصول على مساكن دائمة. وعلى نحو تقليدي، تزداد صعوبة إخضاع الأطفال من ذوي الاحتياجات الخاصة لعمليات التبني عن غيرهم من الأطفال الأسوياء، غير أن التجربة أثبتت أنه يمكن وضع العديد من الأطفال مع الأسر التي ترغب في تبنيهم بنجاح. وقد ركّز قانون التبني والأسر الآمنة لعام 1997 (القانون العام رقم 105-89) بمزيد من الاهتمام حول العثور على مساكن للأطفال من ذوي الاحتياجات الخاصة والتأكد من تلقيهم الخدمات التي يحتاجونها بعد تبنيهم. كذلك تعتبر خدمات ما قبل التبني ذات أهمية بالغة لضمان أن الآباء بالتبني على أتم استعداد ومزودون بالموارد الضرورية لضمان نجاح عملية التبني. وفي إطار ذلك، سن الكونغرس الأمريكي القانون الذي يكفل للأطفال الموجودين بدور الرعاية والذين تعذر لم شملهم مع والديهم بالنسب إمكانية إخراجهم منها وإقامتهم مع إحدى الأسر بصورة دائمة بأسرع ما يمكن.
تبين أن معدل فض التبني بالنسبة لحالات تبني الأطفال من ذوي الاحتياجات الخاصة تتراوح من عشرة إلى ستة عشر بالمائة. وقد خلصت دراسة 1989 التي أجراها ريتشارد بارث وماريان بيري إلى أنه من بين الوالدين بالتبني الذين تم فض اتفاقية تبنيهم، ذكر 86% منهم أنهم على الأرجح أو قطعًا سيقدِمون على التبني مرة أخرى. في حين صرح 50% من الأشخاص أنهم سيقدمون على تبني نفس الطفل، مع اكتساب ثقافة أكبر حول ما يتطلبه تبني الأطفال من ذوي الاحتياجات الخاصة.< كذلك، في إطار حالات تبني ذوي الاحتياجات الخاصة التي تم فضها، فغالبًا ما يصرح الآباء أنهم لم يكونوا على علم بتاريخ الطفل أو درجة شدة حالته قبل تبنيه.

## الاحتياجات التعليمية الخاصة
يعد مصطلح الاحتياجات الخاصة شكلًا مصغرًا من الاحتياجات التعليمية الخاصة كما أنه أسلوب للإشارة إلى الطلاب الذين يعانون من حالات إعاقة. ويزداد تأثير مصطلح الاحتياجات الخاصة في السياق التعليمي كلما تم تغيير البرنامج التعليمي للطفل رسميًا من البرنامج الذي يتم طرحه بشكل طبيعي للطلاب والذي يتم من خلال تبني خطة تعليمية فردية يُشار إليها أحيانًا باسم خطة البرنامج الفردي.
- معاق من ناحية النمو
- إعاقات النمو والتخلف العقلي
- كويك سمارت
- تربية خاصة
- الهوكي الخاص

## وصلات خارجية
- Child Health: Special needs على مشروع الدليل المفتوح
- Special Needs Statistics